# Server Routing Protocol
SRP (англ. Server Routing Protocol) — это сетевой протокол, являющийся собственностью компании BlackBerry, используемый для передачи данных между Blackberry Enterprise Server и BlackBerry Infrastructure.
SRP использует по умолчанию TCP порт 3101. Работа SRP построена на взаимодействии двух частей: 1. SRP ID 2. Ключ Аутентификации SRP
Во время установки Blackberry Enterprise Server должны быть введены уникальный SRP ID и Ключ Аутентификации. SRP ID и Ключ Аутентификации регистрируют и аутентифицируют Blackberry Enterprise Server в сети. SRP ID можно рассматривать как имя пользователя, а Ключ Аутентификации в качестве пароля. SRP ID уникально идентифицирует Blackberry Enterprise Server в сети. Когда сервер BlackBerry Enterprise подключается к BlackBerry Infrastructure, он должен предоставить SRP ID и Ключ Аутентификации для подключения и открыть сессию.
Если Blackberry Enterprise Server уже подключен к BlackBerry Infrastructure, а другой клиент пытается подключиться, используя тот же SRP ID и Ключ Аутентификации, BlackBerry Infrastructure отключает соединение с сервером Blackberry Enterprise Server. Затем он создает сеанс с новым клиентом. Несколько одновременных соединений не могут быть сделаны с одним и тем же SRP ID.
Когда устройство BlackBerry пытается отправить сообщение, оно должно включать в себе SRP ID для BlackBerry Enterprise Server.
Примечание: В меню Service Book на устройстве BlackBerry, откройте Desktop (CMIME) service book. Указанное значение уникального идентификатора (UID) является SRP ID Blackberry Enterprise Server, с которого устройство BlackBerry пытается отправлять сообщения.
Когда устройство BlackBerry отправляет сообщение, он поступает в BlackBerry Infrastructure. Сообщение содержит SRP ID, полученное из значения UID. BlackBerry Infrastructure использует эту информацию, чтобы отправить сообщение на соответствующий BlackBerry Enterprise Server для расшифровки и обработки.